# Jordão
Jordão es un municipio de Brasil, situado al sudoeste del estado de Acre. Su población es de 4.662 habitantes (2004) y posee una extensión de 5.429 km².
Limita al norte con el municipio de Tarauacá, al sur con Perú, al este con el municipio de Feijó y al oeste con el municipio de Marechal Thaumaturgo.